# エマ島
エマ島(Emma Island)は、氷で覆われた鋸の歯のようなむき出しの頂を持つ、長さ2.4キロメートルの島である。ルイーズ島の東1.6キロメートル、ナンセン島の西6.4キロメートルに位置し、グレアムランドの西沖、ウィルヘルミナ湾の入り口の南西部分にある。1897年から1899年に行われ、アドリアン・ド・ジェラルーシが隊長を務めたベルギーの南極探検隊によって発見され、隊長の母エマ・ド・ジェラルーシ・ド・ゴメリの名前にちなんで命名された。